# GAZ-2332 CityVan
GAZ-2332 CityVan – prototyp samochodu dostawczego wykonany przez rosyjskie przedsiębiorstwo GAZ w 2006 roku.

## Historia i opis modelu
Pojazd zadebiutował na targach motoryzacyjnych Moscow Motor Show w 2006 roku. Prototyp charakteryzował się nadwoziem z włókna szklanego typu furgon oraz ładownością do ok. 800 kg. W prototypowej wersji zainstalowano silnik amerykańskiej firmy Chrysler o pojemności 2,4 l i mocy 137 KM. Samochód zbudowany został na podzespołach innych modeli fabryki GAZ, m.in. z Wołgi pochodziło przednie zawieszenie, układ kierowniczy, hamulce, układ napędowy, tylna oś oraz układ wydechowy, z Gazeli skrzynia biegów, siedzenia oraz zbiornik paliwa, zaś z Sobola tylne resory.
Ze względu na popyt tego typu pojazdów w Rosji pokładano duże nadzieje w CityVanie i planowano rozpocząć produkcję w 2007 roku, jednak ze względu na ówczesne problemy finansowe przedsiębiorstwa GAZ nie udało się zrealizować tego pomysłu. 

## Dane techniczne
Źródło:

### Silnik
- R4 2,4 l (2429 cm³), DOHC
- Producent: Chrysler
- Moc maksymalna: 137 KM (101 kW) przy 5200 obr./min
- Maksymalny moment obrotowy: 210 N•m przy 4000 obr./min

### Osiągi
- Przyspieszenie 0-100 km/h: 18 s
- Prędkość maksymalna: 160 km/h

### Inne
- Średnie zużycie paliwa: 7,9 l przy prędkości 60 km/h na 100 km, 8,7 l przy prędkości 80 km/h na 100 km
- Rozstaw kół przód / tył: 1580 mm / 1560 mm